# Charbonnat
Charbonnat ist eine französische Gemeinde mit 227 Einwohnern (Stand: 1. Januar 2022) im Département Saône-et-Loire in der Région Bourgogne-Franche-Comté. Die Gemeinde gehört zum Arrondissement Autun und zum Kanton Autun-2 (bis 2015: Kanton Mesvres).

## Geografie
Charbonnat liegt etwa 21 Kilometer südwestlich vom Stadtzentrum von Autun am Arroux. Umgeben wird Charbonnat von den Nachbargemeinden Thil-sur-Arroux im Norden, Saint-Nizier-sur-Arroux im Nordosten, Dettey im Osten, La Boulaye im Süden und Südosten, Montmort im Süden, Cuzy im Südwesten sowie Luzy im Westen.

## Bevölkerungsentwicklung
| Jahr                      | 1962 | 1968 | 1975 | 1982 | 1990 | 1999 | 2006 | 2013 | 2019 |
| Einwohner                 | 437  | 386  | 362  | 320  | 280  | 250  | 240  | 255  | 250  |
| Quelle: Cassini und INSEE |      |      |      |      |      |      |      |      |      |

## Sehenswürdigkeiten
- Kirche Saint-Marcel aus dem 11./12. Jahrhundert

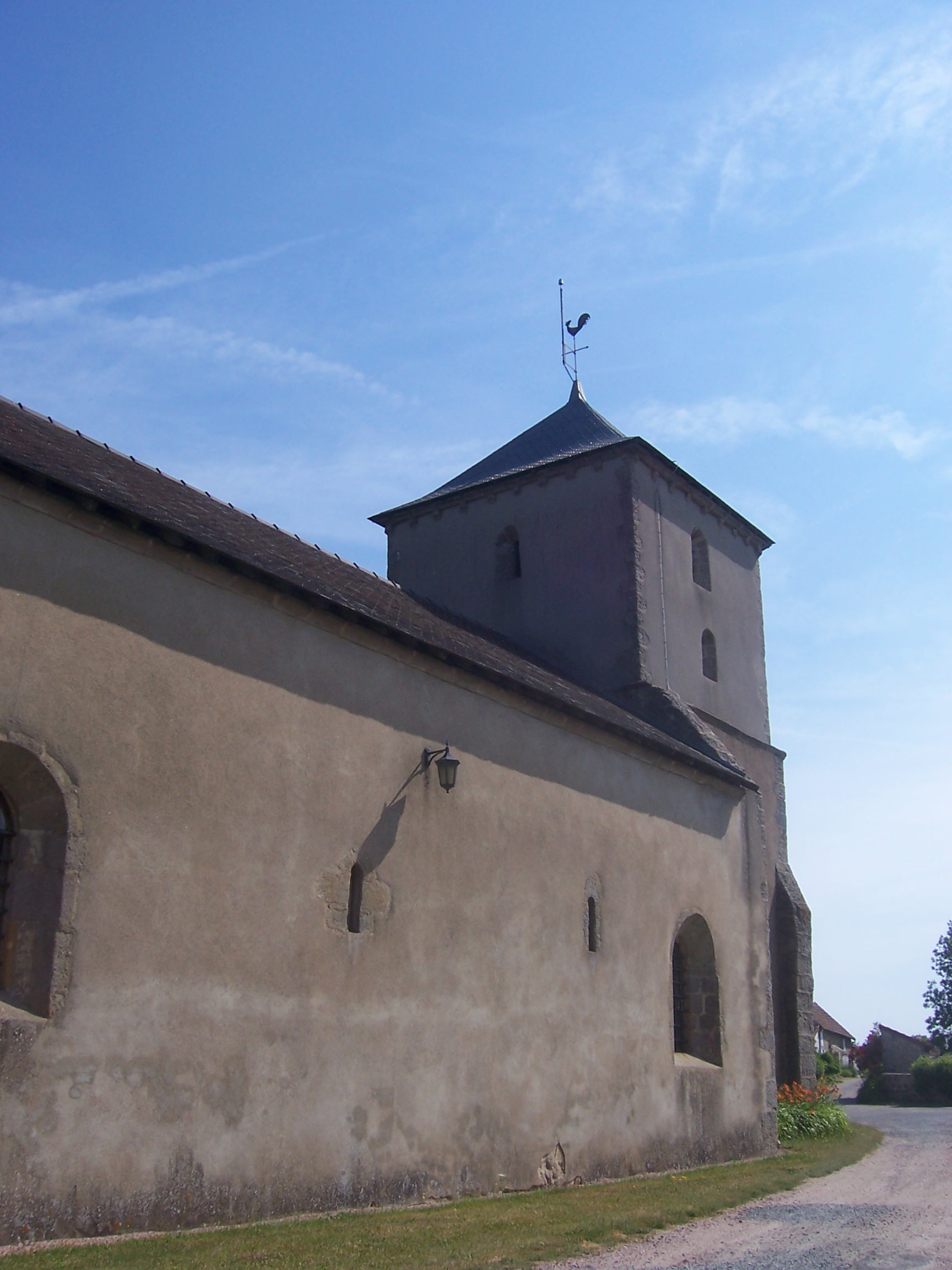
Kirche Saint-Marcel